# Esbós (dibuix)

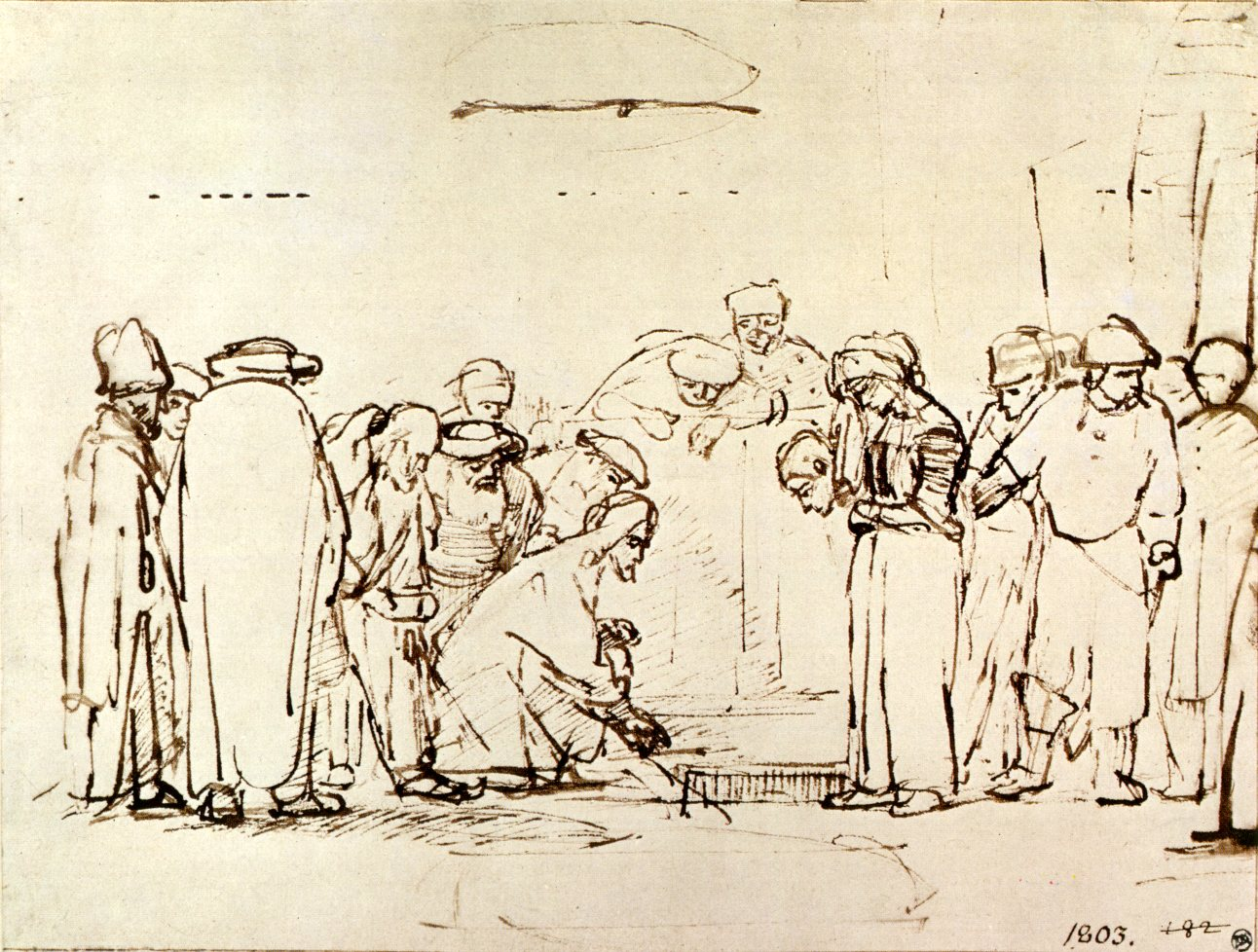
Jesús i l'adúltera. Un esbòs fet per Rembrandt

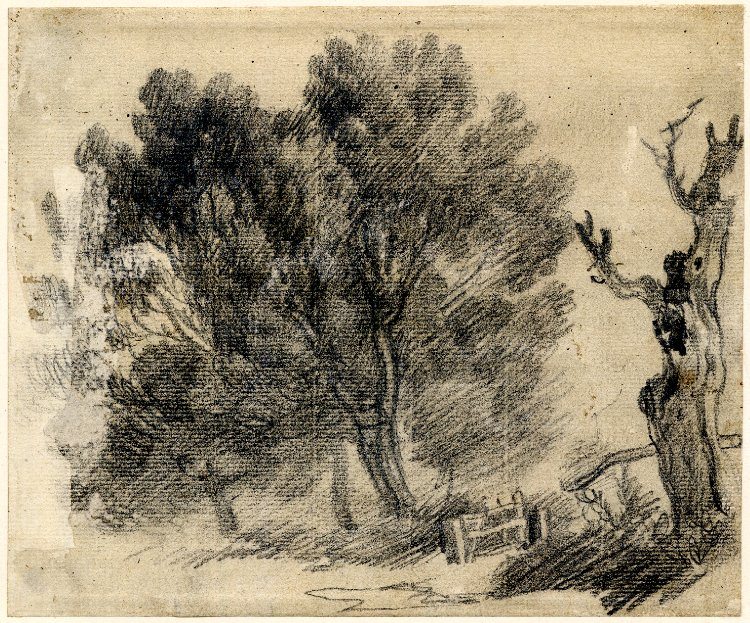
Esbós de salzes per Thomas Gainsborough

Un esbós és un dibuix fet a mà ràpidament que normalment no es considera que sigui un treball finalitzat. Un esbós pot tenir diverses intencions: per a registrar quelcom que l'artista ha vist, desenvolupar una idea més tard o com una manera ràpida de mostrar una idea, imatge o principi. També pot ser una pintura o altra obra (escultura) preparatòria per una altra obra més esmerçada i més completa, o, com bé diu el DIEC, un esbós és una "primera forma imperfecta d'una estàtua, d'una pintura, d'una composició."
Els esbossos es poden fer en qualsevol medi, típicament un medi sec com el grafit, el carbó o el pastel, però també es pot usar la pintura a l'oli i d'altres. Un escultor pot fer un esbós mitjançant argila, cera o plastilina.

## Etimologia
La paraula esbós deriva de l'italià sbòzzo, derivat de sbozzare, ‘esboscassar, esbossar’, i aquest, de bòzza, ‘pedra sense desbastar’, d'origen incert.
En anglès la paraula és sketch, el qual deriva del grec σχέδιος – schedios, "fet improvisadament".

## Aplicacions dels esbossos
Els esbossos generalment es prescriuen als estudiants com a part dels estudis d'arts. Això generalment inclou fer croquis d'un model viu que va canviant de postura cada pocs minuts.
En els casos d'artistes com Leonardo da Vinci i Edgar Degas els seus esbossos han esdevingut veritables objectes d'art.

## Galeria

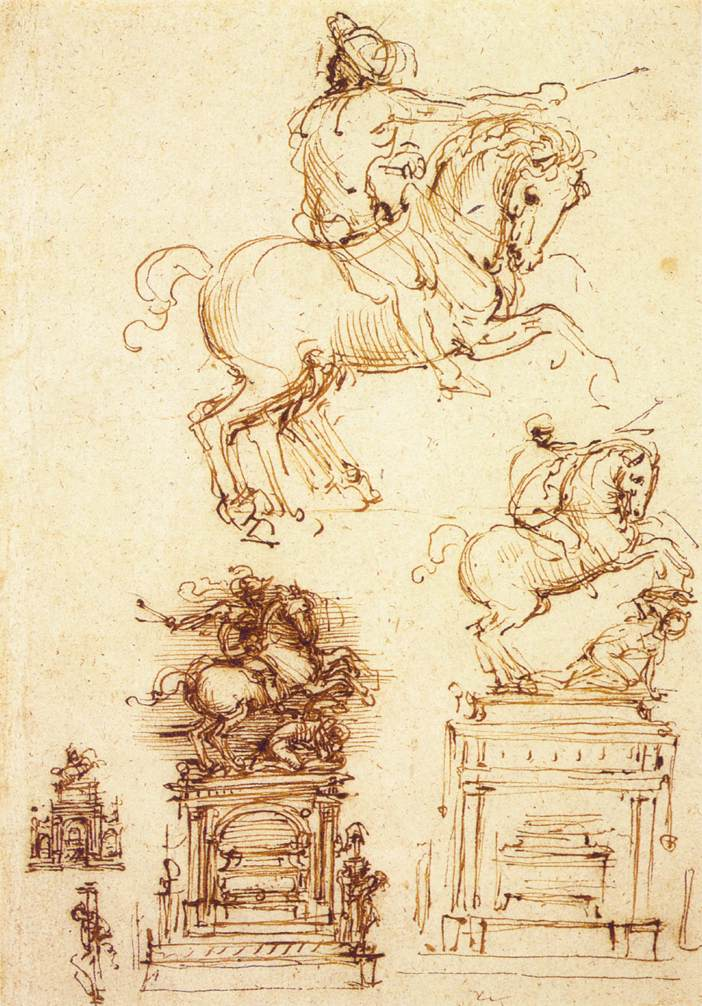
Esbossos per a un monument eqüestre, Leonardo da Vinci 1508-10
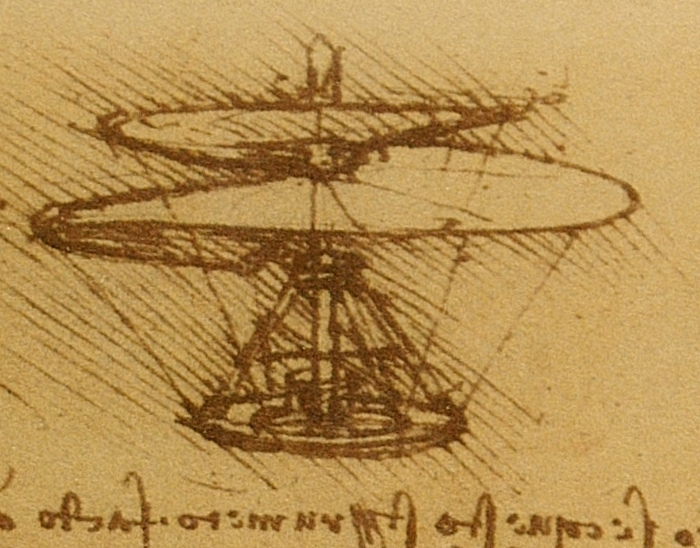
Idea de màquina voladora, Leonardo da Vinci.
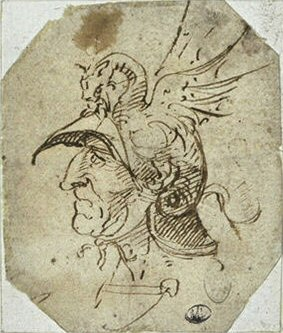
Esbós de Michelangelo.
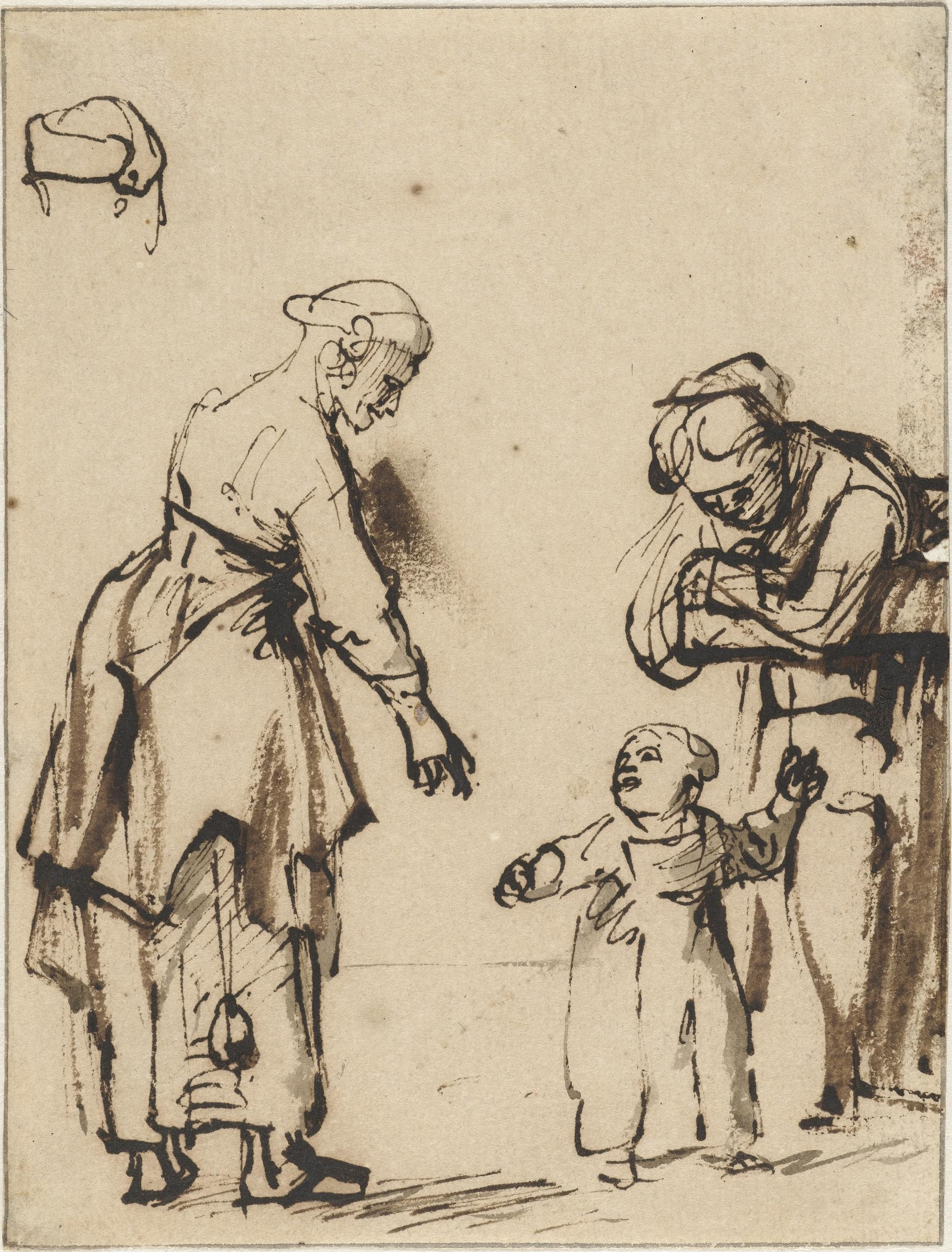
Esbós atribuït a Carel Fabritius.
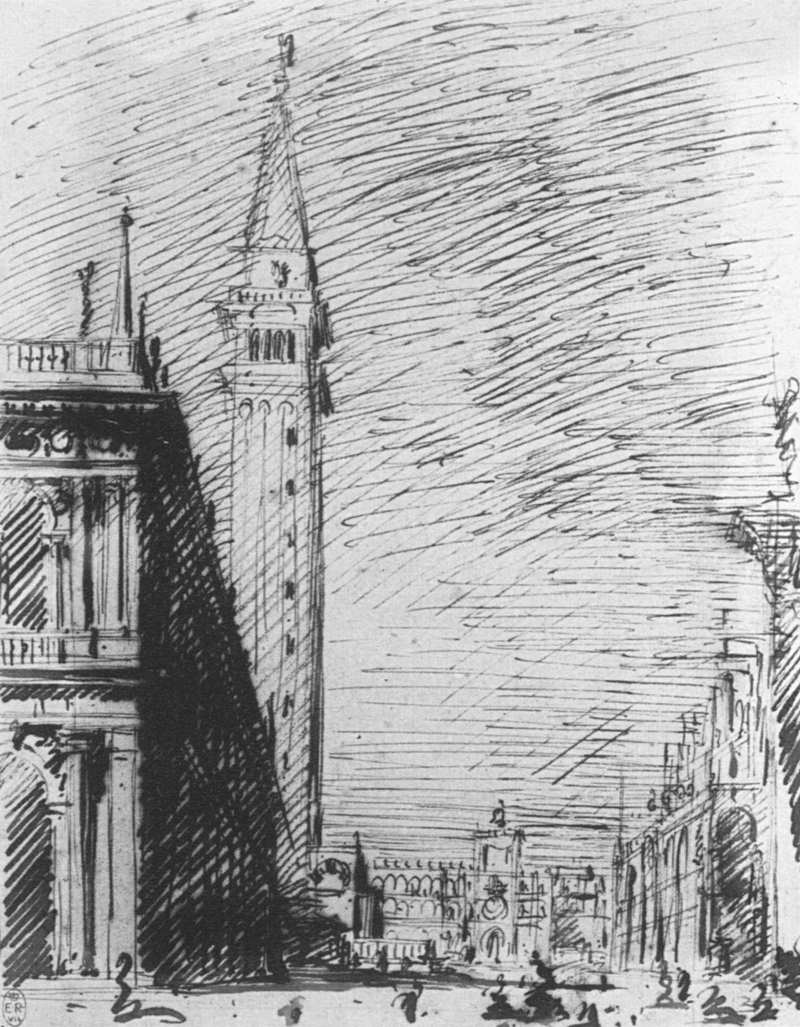
Esbós de venècia per Canaletto.
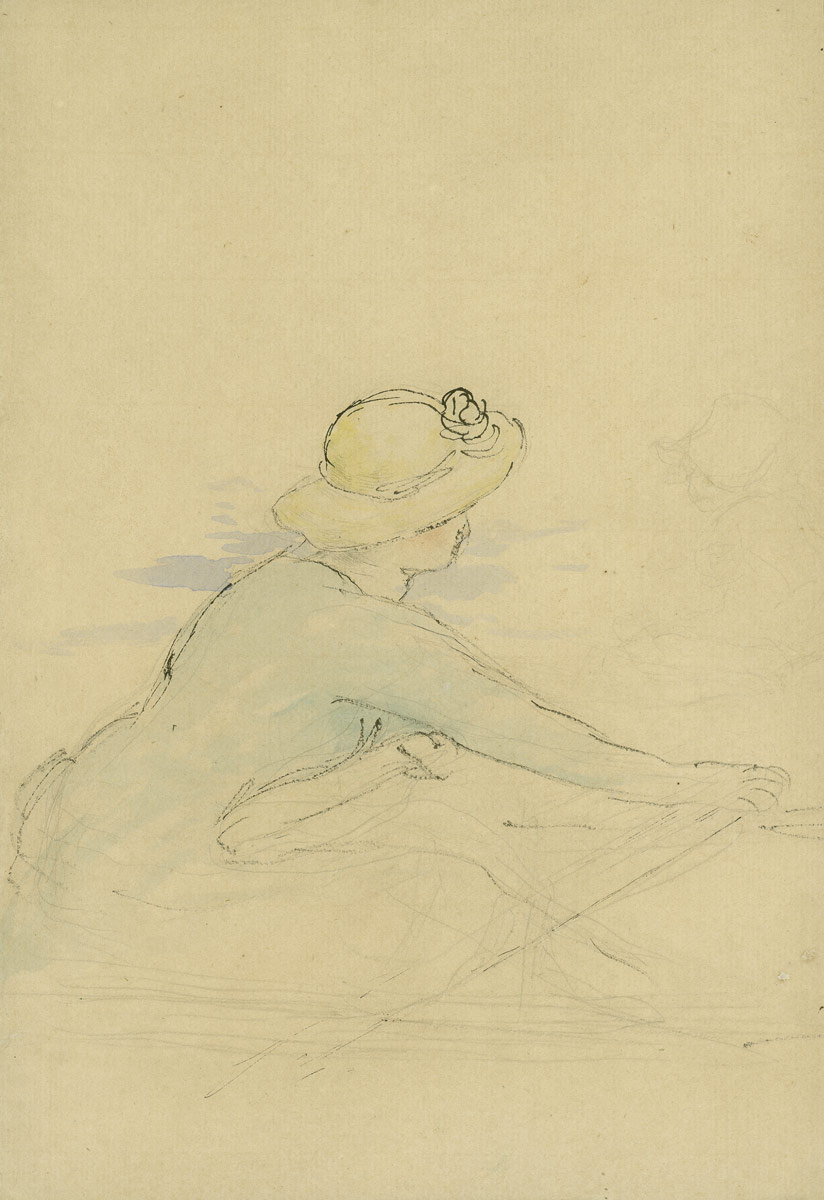
Esbós per Pierre-Auguste Renoir, 1870.